# Jean Luchaire
Jean Luchaire, född 21 juli 1901 i Siena, död 22 februari 1946 på Fort de Châtillon, beläget 5 kilometer söder om Paris, var en fransk journalist och nazikollaboratör. Han ledde den tyskvänliga pressen och uppmanade de tyska ockupationsmyndigheterna att utplåna den franska motståndsrörelsen. I slutet av andra världskriget flydde Luchaire till Italien, men greps och utlämnades till Frankrike. I februari 1946 avrättades han genom arkebusering.